# 代米
代米（法語：Dému，法語發音：[demy]）是法国热尔省的一个市镇，属于孔东区。

## 地理
代米（43°45'55"N, 0°9'59"E）面积28.89 平方千米，位于法国奧克西塔尼大區热尔省，该省份为法国西南部内陆省份，北起顺时针与洛特-加龙省、塔恩-加龙省、上加龙省、上比利牛斯省、大西洋比利牛斯省和朗德省接壤。
与代米接壤的市镇（或旧市镇、城区）包括：巴斯库、卡斯蒂隆代巴特、埃斯帕、拉讷帕克斯、马尔古厄梅梅、努朗、拉穆藏、塞阿耶、维克弗藏萨克。

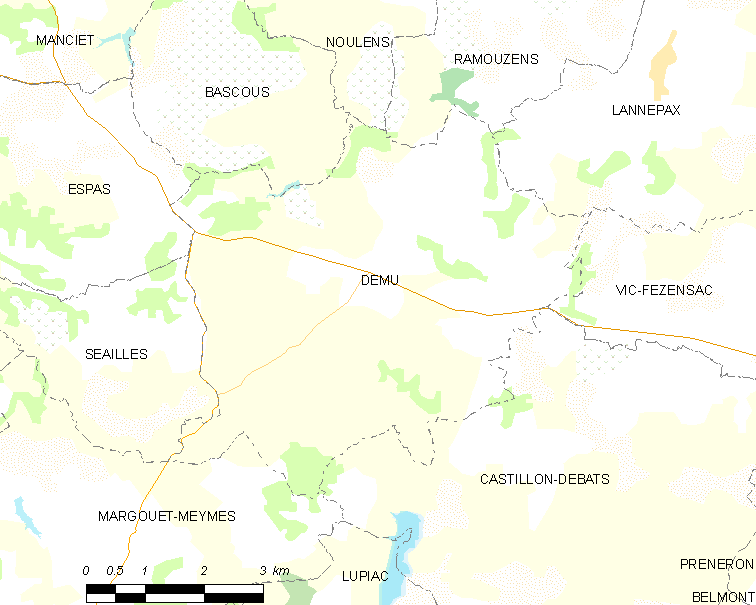
代米的OSM定位图

代米的时区为UTC+01:00、UTC+02:00（夏令时）。

## 行政
代米的邮政编码为32190，INSEE市镇编码为32115。

## 政治
代米所属的省级选区为弗藏萨克县。

## 人口

1962-2008年间代米人口变化图示

代米于2022年1月1日时的人口数量为318人。